# Westmalle (queso)
Westmalle (en neerlandés: Westmalle Abdij kaas) - es un queso de leche de vaca de pasta semidura. 
El queso lo hacen los monjes en la abadía trapense de Westmalle en la localidad de Westmalle, en el municipio de Malle, en el distrito de Amberes, provincia de Amberes, en el norte de Bélgica. La abadía es parte de la Orden Cisterciense de la Estricta Observancia.
El queso Westmalle se realiza a partir de leche cruda de vacas de su propia abadía. Es semiduro, ligeramente salado, con una estructura homogénea.
La producción se realiza en la forma más natural, sin pasteurizar, sin conservantes, colorantes y aditivos. El queso se prensa en forma rectangular y se sumerge en salmuera. El queso madura en un plazo de 4 semanas a una temperatura de entre 13 y 15 °C. Se produce en cantidades limitadas y sólo se venden en la entrada en el monasterio y en la cafetería trapista de la abadía.
El queso se vende bajo la marca "Westmalle" y lleva el logotipo de "Auténtico product trapista" Asociación Internacional Trapense (AIT), que garantiza que el producto es fabricado en los muros la abadía o bajo el control de los monjes.